# Sant'Andrea (Ribera Napoli)
Il Sant'Andrea (o anche l'Estasi di sant'Andrea) è un dipinto olio su tela (136×112 cm) di Jusepe de Ribera databile al primo quarto del XVII secolo e conservato presso la Quadreria dei Girolamini a Napoli.

## Storia e descrizione
L'opera, che si colloca tra quelle giovanili del pittore spagnolo, fu eseguita probabilmente durante il primo insediamento del pittore nella città partenopea, subito dopo gli anni romani, quindi intorno al 1616-1618 circa.
La tela proverrebbe dal lascito testamentario del 1622 di Domenico Lercaro, sarto e collezionista d'arte che destinò la sua raccolta d'arte al complesso dei Girolamini, dov'erano anche la Flagellazione di Cristo, il San Pietro, il San Giacomo Maggiore e il San Paolo dello stesso Ribera.
Il santo è ritratto in estasi dinanzi alla vocazione. La tela mostra un'accuratezza dei dettagli tipici della pittura riberesca, mentre l'uso dei colori richiama al naturalismo di stampo caravaggesco. La scena è infatti cupa e scura, che vede scendere improvvisa dall'alto un'intensa luce divina che colpisce sant'Andrea. Di particolare fattura sono le mani, callose e con le unghie sporche, mentre altri dettagli degni di nota sono le vene lungo il braccio e i particolari epidermici del collo e della spalla, peculiarità che caratterizzano tutta la prima fase artistica del pittore spagnolo.